# 杉本大成
杉本 大成（すぎもと だいせい、1968年9月1日 - ）は、元プロ野球審判員。審判員袖番号は13（2010年までは9）。

## 来歴
大阪市立生野工業高等学校、大阪経済法科大学、阪神大学野球連盟審判員を経て1997年にパシフィック・リーグ審判部に入局。2011年にクライマックスシリーズ初出場を果たした。
入局は早かったが判定トラブルが多かったことなどから出場試合数は伸び悩み、オールスター出場には11年、クライマックスシリーズ出場にも14年を要した。日本シリーズには出場経験はなかった。2017年には、日本で開催されたアジアプロ野球チャンピオンシップ2017に派遣され、1試合に出場した。2019年シーズン終了時点でも出場試合数は1000に満たず、オールスターゲーム出場は3回（2008年、2012年、2019年。うち2008年第2戦と2012年第1戦で球審）。同年シーズンをもって退職。同期入局の栁田昌夫（1995試合）、飯塚富司（1262試合）、白井一行（1340試合）と比べると大幅に出場試合数が少なかった。

## 判定を巡るトラブル
- 2010年9月19日、福岡ソフトバンクホークス対埼玉西武ライオンズ第23回戦（福岡Yahoo! JAPANドーム）に球審として出場。7回裏（ソフトバンクの攻撃）、西武・小野寺力が投じた小久保裕紀の頭部への死球を危険球と見做し、小野寺に退場を命じた。西武の渡辺久信監督から猛抗議を受けるが判定を覆さなかった[4]。
- 2012年8月5日、横浜DeNAベイスターズ対読売ジャイアンツ（巨人）第13回戦（横浜スタジアム）に一塁塁審として出場。5回表（巨人の攻撃）、先頭打者の古城茂幸が遊撃手へのゴロ。一塁は微妙なタイミングとなるが杉本はセーフの判定[5]。その後長野久義が内野ゴロ、二塁手のDeNA・内村賢介が握り直して一塁に送球するが、これもセーフと判定[5]。判定が不可解だとしてDeNAの中畑清監督が杉本に抗議。中畑は「“私の目を信じてください”と言われたけど、信じられないから（抗議に）来てるんだ！」[5]、高田繁GMは「ジャッジはどうしようもない。下手なんだから、しようがない」[5]、投手コーチの友利結は「1イニングに2つもミスジャッジがあったら勝てない」と発言した[6]。
- 2018年10月10日、阪神タイガース対横浜DeNAベイスターズ第25回戦（阪神甲子園球場）に一塁塁審として出場。この試合で下した判定が、リクエストによるビデオ判定により3度覆る（3回表、4回裏、5回表）[7]。
- 2018年10月21日、パ・リーグクライマックスシリーズファイナルステージ第5戦（埼玉西武ライオンズ対福岡ソフトバンクホークス、メットライフドーム）に二塁塁審として出場。5回裏、西武が1点差に迫った二死一塁の場面で秋山翔吾の二塁への盗塁をアウトと判定。西武の辻発彦監督がビデオ判定を要求し、10分を超える検証が行われたが、判定は覆らなかった[8]。

## 審判員出場記録
- 初出場：1999年9月1日、近鉄対オリックス24回戦（大阪ドーム） - 三塁塁審
- 出場試合数：950試合（パ・リーグ513、セ・リーグ289、交流戦117、オールスター7、クライマックスシリーズ24）
- オールスターゲーム出場：3回（2008年、2012年、2019年）
- 日本シリーズ出場：なし

（記録は2019年シーズン終了時）

## 表彰
- ウエスタン・リーグ優秀審判員：1回（2005年）

(記録は2019年シーズン終了時)